# Ortonville
Ortonville es una villa ubicada en el condado de Oakland en el estado estadounidense de Míchigan. En el Censo de 2010 tenía una población de 1442 habitantes y una densidad poblacional de 565,81 personas por km².

## Geografía
Ortonville se encuentra ubicada en las coordenadas 42°50′53″N 83°26′17″O / 42.84806, -83.43806. Según la Oficina del Censo de los Estados Unidos, Ortonville tiene una superficie total de 2.55 km², de la cual 2.54 km² corresponden a tierra firme y (0.3%) 0.01 km² es agua.

## Demografía
Según el censo de 2010, había 1442 personas residiendo en Ortonville. La densidad de población era de 565,81 hab./km². De los 1442 habitantes, Ortonville estaba compuesto por el 95.49% blancos, el 0.62% eran afroamericanos, el 0.49% eran amerindios, el 1.18% eran asiáticos, el 0% eran isleños del Pacífico, el 0.42% eran de otras razas y el 1.8% pertenecían a dos o más razas. Del total de la población el 2.64% eran hispanos o latinos de cualquier raza.